# Skogsstyrelsen
Den här sidan handlar om den 1941 inrättade myndigheten. För det äldre ämbetsverket, se Skogsstyrelsen (1859–1882).

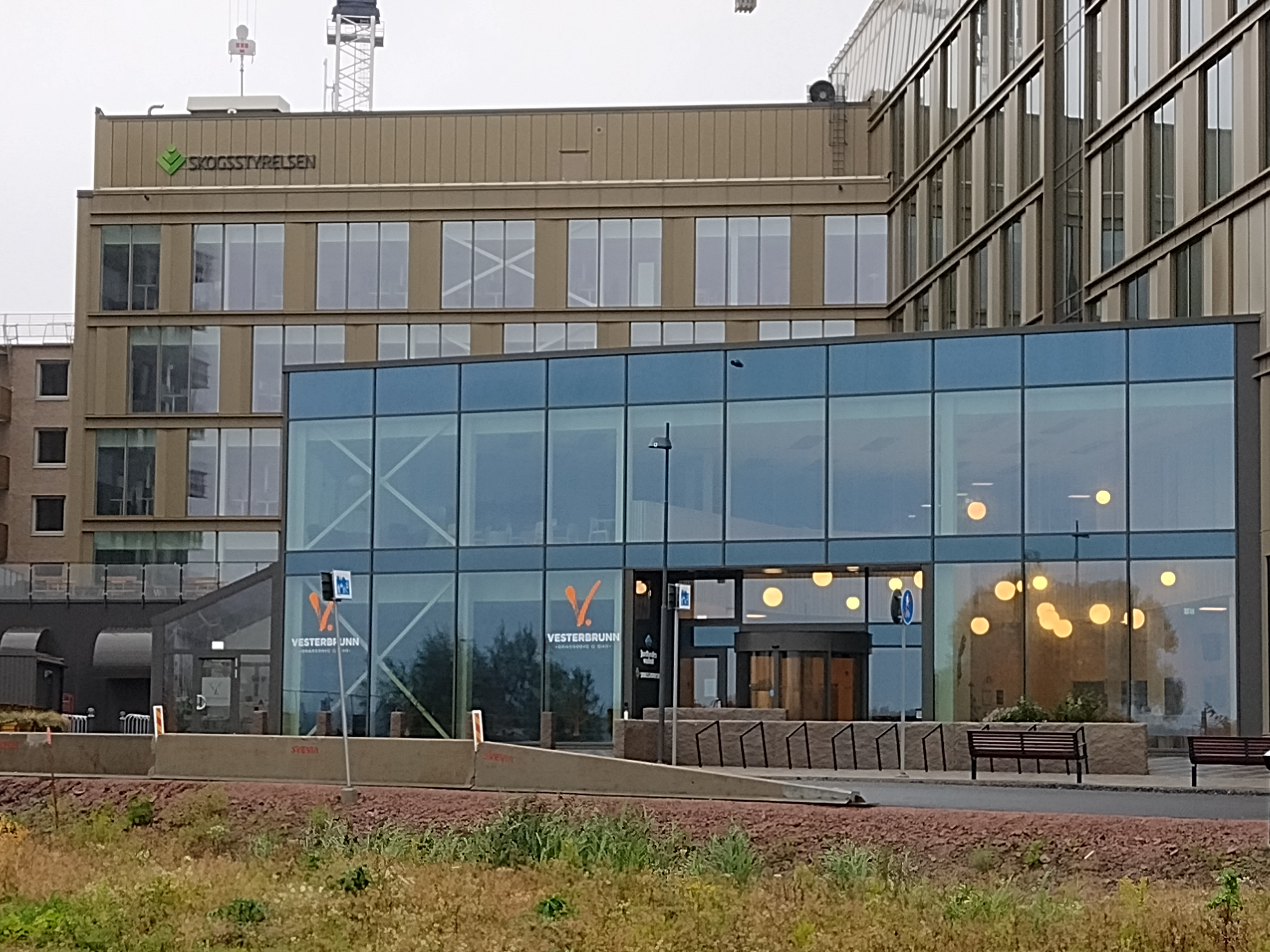
Skogsstyrelsens huvudkontor i Jönköping

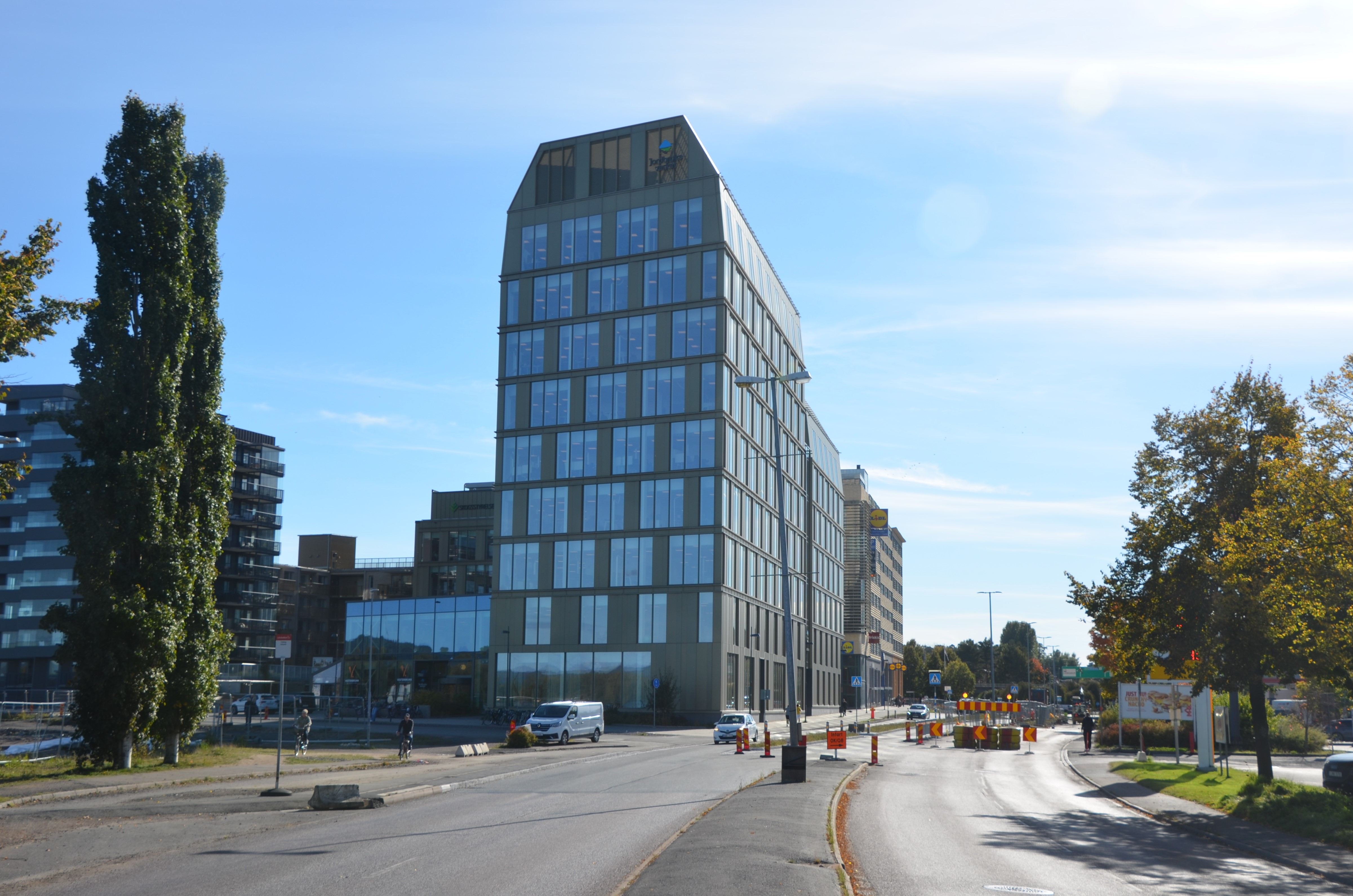
Jordbruksverkets och Skogsstyrelsens huvudkontor på Skeppsbron i Jönköping

Skogsstyrelsen är en svensk statlig förvaltningsmyndighet för frågor som rör skog och skogsbruk.
Skogsstyrelsen sorterar under Landsbygds- och infrastrukturdepartementet och får varje år ett regleringsbrev från regeringen med övergripande mål, ekonomiska ramar och krav på återrapportering för verksamheten.
Myndigheten ansvarar för att den svenska skogspolitiken förs ut och förverkligas i praktiken av de som äger och brukar skogen. Utgångspunkten är att miljö och produktion ska väga lika i det svenska skogsbruket.
Skogsstyrelsen utövar tillsyn och ser till att skogsbruket har kännedom om och följer de lagar och regler som finns. Andra ansvarsområden är att
- ge råd och stöd till skogsägare och andra inom skogssektorn
- göra inventeringar om hur skogen mår
- ansvara för statistik om skog och skogsbruk
- öka medvetenheten om skogens betydelse för människors rekreation och hälsa.

Myndigheten har kontor på 100-talet platser i landet och har sitt huvudkontor i Jönköping.
Skogsstyrelsen har i uppgift att verka för att landets skogar vårdas och brukas på ett sådant sätt att målen för skogspolitiken kan uppnås.

## Historik
Skogsvårdsstyrelser inrättades i flertalet län 1905, i tre län senare. De förstatligades 1980. 
År 1941 bildas den centrala statliga myndigheten Skogsstyrelsen med huvudsakligen vägledande verksamhet. Skogsstyrelsen fick sin nuvarande form 2006, då den tidigare skogsvårdsorganisationens elva myndigheter sammanslogs till en myndighet.

## Chefer

### Överdirektörer 1941–1964
- 1941–1954: Gerhard Strindlund i Skedom
- 1954–1964: Folke Johansson

### Generaldirektörer 1964–
- 1964–1966: Folke Johansson
- 1966–1975: Fredrik Ebeling
- 1975–1986: Bo Hedström
- 1986–1991: Björn Hägglund
- 1991–1994: Hans Ekelund
- 1994–2003: Maria Norrfalk
- 2003–2008: Göran Enander
- 2008–2009: Lena Häll Eriksson (tillförordnad)
- 2009–2015: Monika Stridsman
- 2016–idag: Herman Sundqvist

## Skogsvårdslagen
Skogsvårdslagen anger vilka krav samhället ställer på skogsägaren. Kraven gäller till exempel hänsyn till natur- och kulturmiljöer, återbeskogning efter avverkning, krav på virkesproduktion med mera. Utgångspunkten är att miljö och produktion ska väga lika i det svenska skogsbruket. Skogsstyrelsen är tillsynsmyndighet för skogsvårdslagen och även för delar av miljöbalken.

## Uppgift
Skogsstyrelsens uppgift är att verka för att de skogspolitiska målen nås och att göra avvägningen mellan produktionsmål och miljömål. Produktionsmålet innebär att skogen ska brukas effektivt och ansvarsfullt så att den ger en uthålligt hög avkastning. Miljömålet innebär att skogsmarkens produktionsförmåga ska bevaras och att skogen ska skötas så att hotade naturvärden skyddas och den biologiska mångfalden säkras. 
Skogsstyrelsen leds av en av regeringen utsedd styrelse. Verksamheten finansieras med statliga skattemedel och med avgifter från de tjänster som Skogsstyrelsen erbjuder, ex körkort för röjsåg och motorsåg. Dess arbetsmetoder är rådgivning, utbildning och lagtillsyn. Den genomför också inventering av nyckelbiotoper och annan värdefull natur. Tjänstemän anställda av Skogsstyrelsen kallas för skogskonsulenter.

## Skogsstatistisk årsbok
Skogsstatistik publicerades mellan 1942 och 2013 i Skogsstatistisk årsbok. Nyare statistik publiceras på Skogsstyrelsens webbplats.